# 西北四郡
西北四郡是朝鲜王朝在鸭绿江东岸设立的4个郡级行政区。是朝鲜扩张的重要据点。

## 背景
1107年，高丽尹瓘率1.7万部队攻打女真取胜，在朝鲜半岛东北部修建了东北九城（咸州、英州、雄州、吉州、福州、宜州及通泰、平戎、公崄），立公崄镇定界碑，宣布此地为高丽领土。1109年，乌雅束指挥女真军收复失地曷懒甸，捣毁公崄镇定界碑。高丽虽然从曷懒甸撤军，但仍宣扬对此拥有主权。
1388年，朱元璋建立的明朝军队攻入东北，准备模仿元朝在朝鲜半岛设立双城总管府的模式，设立铁岭卫，高丽抗拒。朝鲜王朝取代高丽后，称公嶮鎭迤南全部属于朝鲜。。明朝于1393年将铁岭卫置在辽东境内，默认了朝鲜对此地区的统属。1403年，朝鲜北部女真人上奏明廷，说“咸州（今朝鲜咸镜南道咸兴）迤北，古为辽、金之地”，明成祖因而降敕与朝鲜，索要这一带的“十处人民”（主要为女真人）。朝鲜则以明太祖默许地归本国为辞，称女真人“来居本国地面，年代已久，……且与本国人民交相婚嫁，生长子孙”，请求“令本国管辖如旧”。明成祖表示“朝鲜之地，亦朕度内，朕何争焉”，同意将铁岭以北，公崄镇（今朝鲜咸镜北道吉州）以南的“十处人民”让给朝鲜。

## 过程
1416年朝鲜在原属中国的鸭绿江南设立閭延郡（여연군），而鸭绿江一带女真人拒绝接受朝鲜管辖。1433年朝鲜世宗发动婆猪江战斗，将鸭绿江南的女真人据点摧毁。设立慈城郡（자성군，在闾延郡西南）、1440年设茂昌郡（무창군，在闾延郡东南）。1443年设虞芮郡（우예군，在闾延郡西南、今江界和楚山之间）。并在以上4郡修筑16座大城，25个小堡，从朝鲜南方强制迁徙大量居民在该地区定居，至1443年，朝鲜彻底有效支配鸭绿江南岸地区，鸭绿江随之成为中、朝两国西段边界的界河。